# Перегуда Олександр Йосипович
Перегуда Олександр Йосипович (1893—1969) — український і радянський актор, кінорежисер, редактор, сценарист. Член Спілки кінематографістів УРСР.

## З життєпису
Народився 28 липня 1893 р. (старий стиль) в м. Житомирі в родині міщан.
Учасник Німецько-радянської війни.
Закінчив математичний факультет Київського університету (1916), драматичну школу М. Лисенка (1915).
З 1922 р. працював у IV майстерні «Березіль» в Києві. В кіно прийшов у 1924 р. Був актором (грав американського журналіста у фільмі «Макдональд») і режисером Одеської кінофабрики ВУФКУ (1927—1928), режисером Київської кіностудії (1929—1930), а в 1950—1959 рр. — редактором.
Збереглися хронікальні кадри, де показано О. Перегуду під час завершення зйомок стрічки «Дівчина з палуби» (див.: «Кінотиждень». 1928, № 34/74).
Був членом Спілки кінематографістів України.
Помер 6 травня 1969 р. в Києві.

## Нагороди
Орден Вітчизняної війни II ст., медалі.

## Фільмографія
Сценарист:
- «Федькова правда» (1925)
- «Золоте озеро» (1935, у співавт.)
- «Амвросій Бучма» (1951, у співавт. з І. Піскуном)

Асистент режисера:
- «Вендетта» (1924)
- «Макдональд»
- «Сон Товстопузенка» (1924)
- «Вітер» (1926)

Помічник режисера:
- «Арсенальці» (1925)

Режисер-постановник:
- «Червона Пресня» (1926)
- «Дівчина з палуби» (1928, у співавт.)
- «За стіною» (1928, у співавт.)
- «Пілот і дівчина» (1929)
- «На великому зламі» (1929)
- «Академія рапортує» (1930)

Редактор:
- «Зірки на крилах» (1955)
- «Головний проспект» (1956)
- «Кривавий світанок» (1956))
- «Педагогічна поема» (1956)
- «Безвісти зниклий» (1956)
- «Море кличе» (1956)
- «Круті сходи»
- «Мальва» (1957)
- «Партизанська іскра» (1957)
- «Киянка» (1958)
- «Прапори на баштах» (1958)
- «НП. Надзвичайна подія» (1958, 2 а)
- «Літа молодії» (1958) та ін.